# スマートロボティクス
株式会社スマートロボティクスは、ロボット・ドローン・IoT機器などの受託開発やロボット関連製品の自社開発・販売、ロボット技術導入コンサルティングをおこなっている会社。東京都千代田区に本社を置くロボットメーカーである。
2024年12月、合併により社名「アウトソーシングテクノロジー」、ブランド名「Protrude」（プロトリュード）へそれぞれ変更。

## 特色
ロボット製作ベンチャー。
機械・機構設計、筐体設計、電子回路設計、プリント基板設計、組み込みソフトウェア、動力学制御、画像処理ソフトウェア開発、学術論文からの実装、自社内にプロトタイピング環境保有。
ロボット技術を応用した、各種ハードウェアおよび制御ソフトウェアの設計・開発を得意としている。

## 製品
- オールインワンアクチュエータモジュール
- トマト収穫ロボット
- SLAM方式 自律走行搬送ロボット
- テレワークロボット
- 殺菌灯搭載ロボット

## アクチュエータ 特徴
アクチュエータ 「Buildit」
アブソリュートエンコーダ、減速機、クロスローラベアリング、ブラシレスモータ、ブレーキ、サーボドライバーが一体化されたアクチュエータモジュール。必要要素が、72 × 72 × 87 mmのサイズでひとつのモジュール。減速機、制御回路、サーボドライバーは自社開発。